# Странг (Небраска)
Странг (енгл. Strang) град је у америчкој савезној држави Небраска.

## Демографија
По попису из 2010. године број становника је 29, што је 3 (-9,4%) становника мање него 2000. године.
| Група             | 2000.       | 2010.       |
| Белци             | 32 (100,0%) | 29 (100,0%) |
| Афроамериканци    | 0 (0,0%)    | 0 (0,0%)    |
| Азијати           | 0 (0,0%)    | 0 (0,0%)    |
| Хиспаноамериканци | 0 (0,0%)    | 0 (0,0%)    |
| Укупно            | 32          | 29          |